# Diogène (Gérôme)
Pour les articles homonymes, voir Diogène (homonymie).
Diogène est une huile sur toile du peintre Jean-Léon Gérôme de 1860. Elle est conservée au Walters Art Museum de Baltimore (Maryland) aux États-Unis. Ce tableau est inspiré du philosophe grec Diogène de Sinope. Il s’agit d’une peinture historique de style académique.

## Description

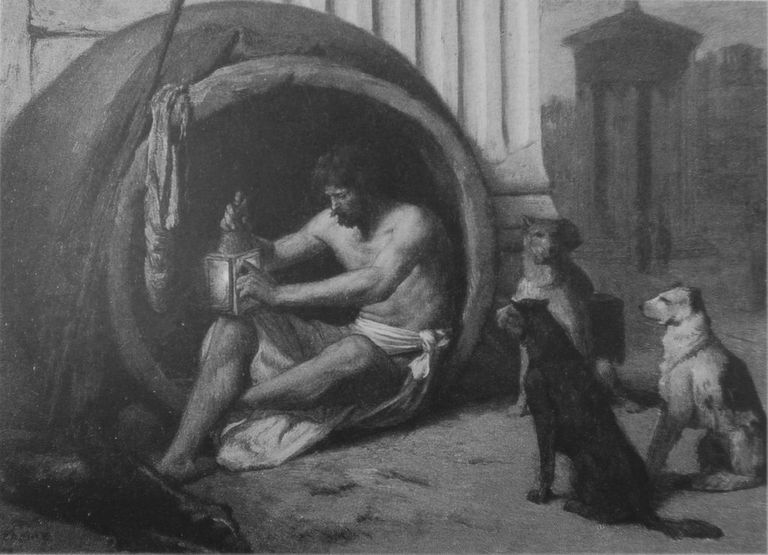
Étude.

Le tableau représente le philosophe Diogène (404-323 av. J.-C.) assis, sur une couchette de paille, dans ce qu’il appelle sa demeure, une grande jarre couchée sur le flanc, à l’angle d’un bâtiment du Métrôon, à Athènes. Diogène est vêtu d’un simple tribôn noué autour de la taille et est pieds nus. Il allume une lampe pendant la lumière du jour. Son bâton de pèlerin avec sa besace est appuyé sur le côté de sa jarre. Il est accompagné de quatre chiens qui lui font face. À droite, la ville presque vide est en arrière-plan.
La jarre est coincée entre le trottoir, une grosse pierre et adossée au mur d’un bâtiment. 
La signature de l’artiste est sur le mur en haut à gauche : « J. L. GEROME - MDCCCLX ». 
Le tableau a une dominante de teintes brunes et terreuses ce qui reflète les dures conditions de vie choisies par le philosophe.
La toile mesure 74,5 par 101 cm et avec le cadre 105,25 par 132,56 sur 15,24 cm d'épaisseur.

## Contexte historique du sujet

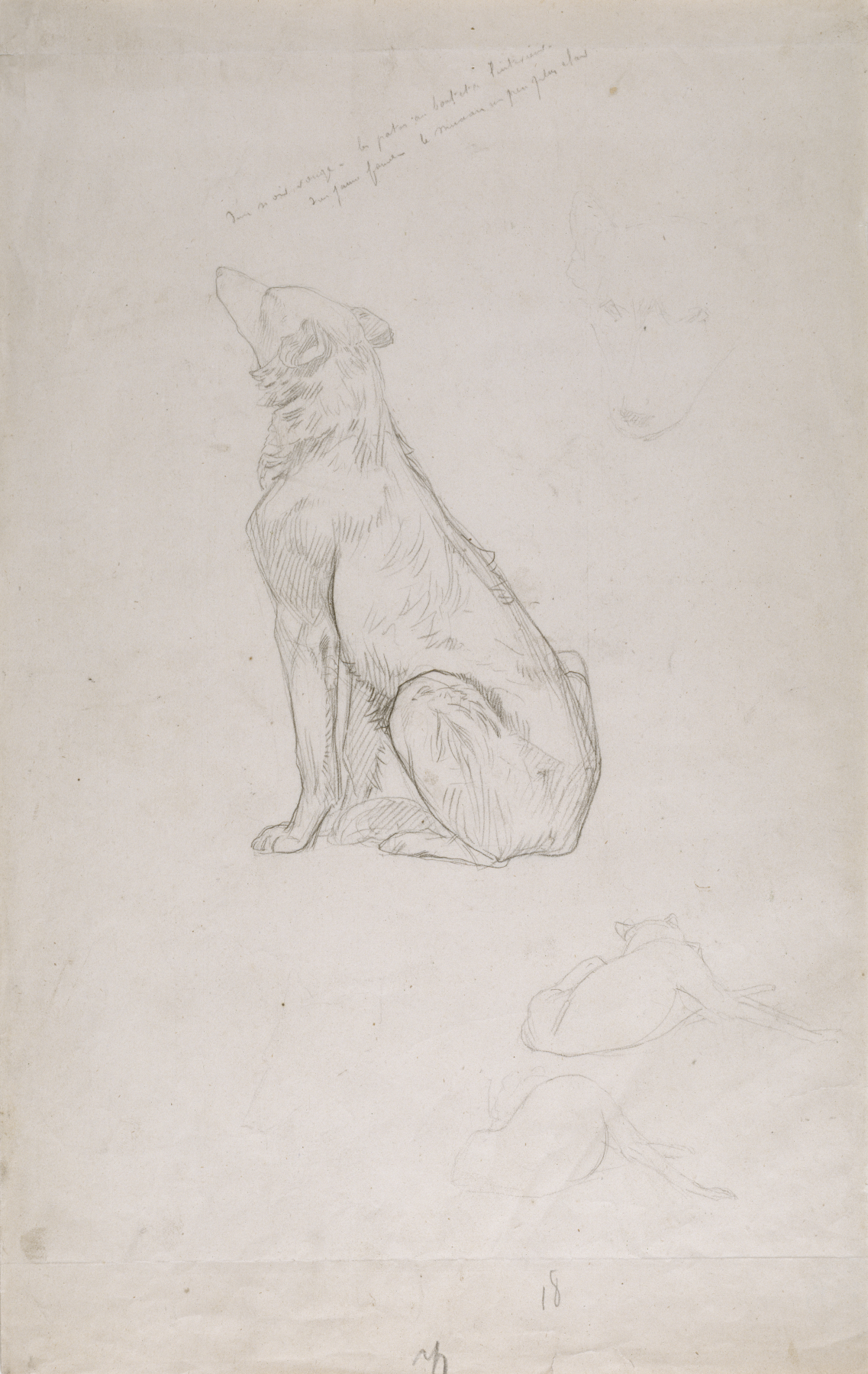
Étude pour l'un des chiens.

Il est facile de reconnaître le philosophe: il a choisi de vivre dans le dénuement, refuse les conventions sociales et les codes sociétaux. Il ne subsiste que grâce à la charité. Selon Sénèque il s’amusait des réactions de mépris et de répulsion qu’il suscitait.
Le philosophe a l’habitude d’errer dans les rues à la lumière de sa lampe qu'il approche du visage des passants, cherchant vainement « un homme vertueux ».
Il préfère la compagnie des chiens dont il a choisi le mode de vie simple. Les chiens servent d'emblèmes à sa philosophie du « cynisme » (en grec : kynikos, « semblable à celle d'un chien »).
La vision de Gérôme peut être prise comme un hommage à cet esprit à contre-temps de son époque tout comme l’avant-gardisme du peintre mais aussi comme un questionnement sur le devenir de la civilisation par son apparente tristesse et la solitude intellectuelle de son sujet.

## Propriétaire du tableau
Le premier propriétaire connu est Ernest Gambart à Londres le 3 mars 1861. Il est acheté ensuite par August Belmont à New York avant 1864 puis il est acquis par la Goupil & Cie à Paris le 7 mars 1865.  Il est fait mention d'une vente en 1866 pour 590$. Ensuite par August Belmont à New York en novembre 1872, enfin il est acheté par William Thompson Walters (en) à Baltimore en 1872 qui le transmet par héritage à Henry Walters (en) en 1894, qui à son tour le lègue au Walters Art Museum de Baltimore en 1931.